# 少年時代 (單曲)
〈少年時代〉（日语：／ Shounenjidai */?）是日本創作歌手井上陽水的第29張單曲，於1990年9月21日以8公分CD形式發行，其後於2008年7月16日以12公分CD形式重新發行。
單曲發行當時最高登上《Oricon公信榜》週榜第20位，但於1年後成為索尼的Handycam廣告歌後開始熱賣，最終登上週榜第4位並獲認證為百萬單曲，成為井上歌手生涯最高銷量的單曲。〈少年時代〉被公認為是井上的代表作之一，美川憲一、宇多田光、中西保志與柴咲幸等知名歌手亦曾翻唱歌曲。

## 商業成績
〈少年時代〉發行後最高登上《Oricon公信榜》第4位，其後獲認證為百萬唱片，並成為井上陽水歌手生涯中最暢銷的單曲。

## 翻唱版本
〈少年時代〉自發行後成為日本歌手經常翻唱的歌曲之一，至今翻唱版本已多達數十個，當中包括美川憲一、宇多田光、中西保志與柴咲幸等知名歌手。

## 歌曲列表
1. 少年時代
2. ：（作詞：井上陽水 作曲・編曲：井上陽水・平井夏美（日语：川原伸司） 弦樂編排：星勝（日语：星勝））
3. 荒鷲之歌
4. ：（作詞：井上陽水・飯泉俊之（日语：飯泉俊之） 作曲：井上陽水・平井夏美 編曲：小野澤篤（日语：小野沢篤）・平井夏美）

## 資料來源
1. ↑  . Oricon.   [2021-08-13]. （原始内容存档于2021-08-14） （日语）.
2. ↑  . Oricon.   [2021-08-13]. （原始内容存档于2021-08-14） （日语）.
3. ↑  . Cinra. 2019-10-28  [2021-08-13]. （原始内容存档于2021-08-14） （日语）.